# 三步
《三步》（原名：《三步一欄》）是由盛子毅監製、陳淦熙執導的香港劇情短片，於2020年6月10日在第十四屆鮮浪潮國際短片節本地競賽單元中首次放映，並拿下該屆最佳編劇獎。同年入圍桃園電影節角逐「台灣獎」、入選台北電影節「明日・台灣：台灣短SHOW I」單元。於2021年榮獲香港藝術中心第26屆ifva獨立短片及影像媒體比賽銀獎、入圍2021金穗獎學生劇情片組。